# Buněčné zemědělství
Buněčné zemědělství se zaměřuje na produkci zemědělských produktů z buněčných kultur s využitím kombinace biotechnologií, tkáňového inženýrství, molekulární biologie a syntetické biologie k vytváření a navrhování nových metod produkce bílkovin, tuků a tkání, které by jinak pocházely z tradičního zemědělství. Většina odvětví se zaměřuje na živočišné produkty, jako je maso, mléko a vejce, produkované v buněčných kulturách, což je alternativa k chovu a porážce hospodářských zvířat, což je spojeno s globálními problémy, pokud jde o dopad chovu zvířat na životní prostředí (např. produkce masa), dobré životní podmínky zvířat, potravinovou bezpečnost a lidské zdraví. Buněčné zemědělství je odvětvím bioekonomiky. Nejznámějším konceptem buněčného zemědělství je kultivované maso.

## Dějiny
Přestože je buněčné zemědělství teprve začínající vědeckou disciplínou, produkty buněčného zemědělství byly poprvé komerčně dostupné již na konci 20. století (použití inzulinu a syřidla). Dne 24. března 1990 schválil Úřad pro kontrolu potravin a léčiv (FDA) bakterii, která byla geneticky modifikována k produkci syřidla, čímž se  toto syřidlo stalo prvním geneticky modifikovaným potravinářským produktem. Syřidlo je směs enzymů, které při výrobě sýrů přeměňují mléko na tvaroh a syrovátku. Tradičně se syřidlo extrahuje z vnitřní výstelky čtvrtého žaludku telat. V moderních výrobních procesech se při výrobě sýrů používají syřidlové enzymy z geneticky modifikovaných bakterií, hub nebo kvasinek, protože jsou konzistentnější a levnější než syřidlo živočišného původu.
V roce 2004 založil Jason Matheny organizaci New Harvest, jejíž snahou je "urychlit průlomy v buněčném zemědělství". New Harvest je jedinou organizací zaměřenou výhradně na rozvoj  buněčného zemědělství a poskytla financování prvního doktorského programu na Tufts University zaměřeného speciálně na buněčné zemědělství.
Do roku 2014 IndieBio, akcelerátor syntetické biologie v San Franciscu, podpořil vznik několika startupů v oblasti buněčného zemědělství, mezi nimiž je Muufri (výroba mléka z buněčných kultur, později přejmenována na Perfect Day Food), The EVERY Company (výroba vaječných bílků z buněčných kultur), Gelzen (výroba želatiny z bakterií a kvasinek, později přejmenována na Geltor), Afineur (výroba kultivovaných kávových zrn) a Pembient (výroba nosorožčího rohu). Muufri a The EVERY Company byly původně sponzorovány organizací New Harvest.
V roce 2015 založila organizace Mercy for Animals Institute of Good Food, který propaguje rostlinné a buněčné zemědělství.
Dne 13. července 2016 uspořádala organizace New Harvest v San Franciscu v Kalifornii první mezinárodní konferenci o buněčném zemědělství na světě. Den po konferenci uspořádala organizace New Harvest první uzavřený workshop pro zástupce průmyslu, akademické obce a vlády v oblasti buněčného zemědělství.

## Výzkumné nástroje
Základem výzkumu v buněčném zemědělství je několik klíčových výzkumných nástrojů, mezi něž patří buněčné linie, růstová média, technologické škálování, materiálové lešení a 3D tkáňové systémy.

### Buněčné linie
Zásadním chybějícím prvkem v pokroku v kultivaci masa je dostupnost vhodných buněčných materiálů. Zatímco některé metody a protokoly z lidských a myších buněčných kultur lze aplikovat na zemědělské buněčné materiály, ukázalo se, že většina z nich takto použít nelze. Důkazem toho je skutečnost, že zavedené protokoly pro vytváření lidských a myších embryonálních kmenových buněk neuspěly ve vytvoření linií embryonálních kmenových buněk kopytníků.
Mezi ideální kritéria pro buněčné linie pro účely produkce kultivovaného masa patří nesmrtelnost, vysoká proliferační schopnost, povrchová nezávislost, nezávislost na séru a schopnost tvorby tkání. Specifické typy buněk nejvhodnější pro buněčné zemědělství se pravděpodobně liší druh od druhu.

### Růstová média
Konvenční metody pěstování zvířecích tkání v kultuře zahrnují použití fetálního bovinního séra (FBS). FBS je krevní produkt extrahovaný z plodů telat. Tento produkt dodává buňkám živiny a stimulační růstové faktory, ale je neudržitelný a jeho výroba je náročná na zdroje. Technologie jeho výroby také vede ke značné variabilitě mezi jednotlivými šaržemi. Společnosti zabývající se kultivací masa investují prostředky do hledání alternativních růstových médií.
Po vytvoření buněčných linií je snaha o odstranění séra z růstových médií klíčová pro pokrok buněčného zemědělství, protože fetální bovinní sérum bylo terčem většiny kritiky buněčného zemědělství a produkce kultivovaného masa. Je pravděpodobné, že pro každý typ buněk budou zapotřebí dvě různá složení médií: proliferační médium pro růst a diferenciační médium pro zrání.

### Technologické škálování
S rostoucím rozsahem biotechnologických procesů bude nutné vytvářet bioreaktory s rostoucím objemem. Každé zvětšení velikosti bude vyžadovat opětovnou optimalizaci různých parametrů, jako jsou jednotkové operace, dynamika tekutin, přenos hmoty a reakční kinetika.

### Materiály lešení
Aby buňky mohly tvořit tkáň, je užitečné přidat materiálové lešení, které zajistí jeho strukturu. Lešení je pro buňky klíčové, aby mohly tvořit tkáně větší než 100 μm. Ideální lešení musí být pro buňky netoxické, jedlé a musí umožňovat tok živin a kyslíku. Musí být také levné a snadno vyrobitelné ve velkém měřítku bez nutnosti použití živočišných produktů.

### 3D tkáňové systémy
Závěrečná fáze vytváření kultivovaného masa zahrnuje spojení všech předchozích výzkumných výsledků za účelem vytvoření velkých kusů tkáně, které lze vyrobit z hromadně produkovaných buněk bez potřeby séra, přičemž lešení je vhodné pro buňky i lidskou spotřebu.

## Aplikace
Zatímco většina diskusí se točila kolem potravinářských aplikací buněčného zemědělství, a to zejména kultivovaného masa, lze jej použít k vytvoření jakéhokoli druhu zemědělského produktu, včetně těch, pro jejichž výrobu se nikdy nepoužívala zvířata.

### Maso

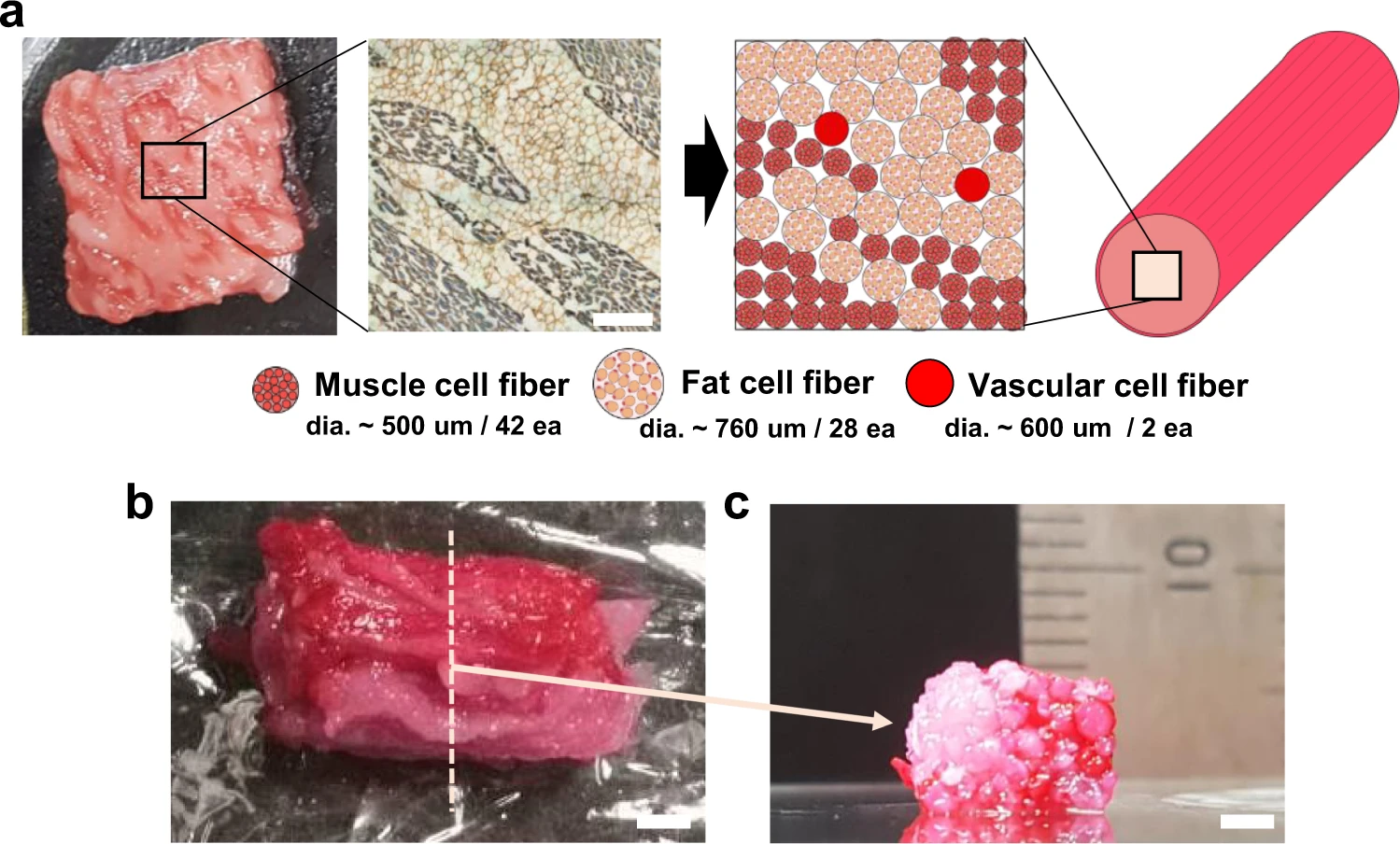
V roce 2021 vědci představili metodu biotisknutí pro výrobu kultivovaného masa podobného steaku.

Kultivované maso (známé také pod jinými názvy) je maso produkované in vitro buněčnými kulturami živočišných buněk. Jedná se o formu buněčného zemědělství, přičemž tyto metody jsou zkoumány v kontextu zvýšené poptávky spotřebitelů po bílkovinách. Kultivované maso se vyrábí pomocí technik tkáňového inženýrství, které se tradičně používají v regenerativní medicíně. Koncept kultivovaného masa představil širšímu publiku Jason Matheny na začátku 21. století poté, co se stal spoluautorem článku o produkci kultivovaného masa Jason Matheny také v roce 2004 založil New Harvest, první neziskovou organizaci na světě věnující se výzkumu výroby masa in vitro.
Kultivované maso může mít potenciál řešit řadu globálních problémů v oblasti dopadu produkce masa na životní prostředí, dobrých životních podmínek hospodářských zvířat, potravinové bezpečnosti a lidského zdraví. Konkrétně na něj lze pohlížet v kontextu zmírňování vlivu na klimatické změny.
V roce 2013 profesor Mark Post na Maastrichtské univerzitě prokázal koncept kultivovaného masa vytvořením prvního hamburgerového karbanátku vypěstovaného přímo z buněk. Od té doby si pozornost médií získaly i další prototypy kultivovaného masa, například SuperMeat otevřel v Tel Avivu restauraci s názvem The Chicken, která prodávala kultivované maso, aby otestovali reakci spotřebitelů. První komerční přímý prodej kultivovaného masa na světě se uskutečnil v prosinci 2020 v singapurské restauraci 1880, kde se prodávalo kultivované kuřecí maso vyrobené americkou firmou Eat Just.
Zatímco se většina úsilí v tomto oboru zaměřuje na běžné maso, jako je vepřové, hovězí a kuřecí, které tvoří většinu spotřeby masa v rozvinutých zemích, některé nové společnosti, jako například Orbillion Bio, se zaměřily na luxusní nebo neobvyklé maso, včetně losího, jehněčího, bizoního a ceněného hovězího masa plemene Wagyu. Společnost Avant Meats uvedla na trh kultivovaného kanice, zatímco jiné společnosti začaly pěstovat další druhy ryb a mořských plodů.
Výrobní proces se neustále vyvíjí a je poháněn řadou společností a výzkumných institucí. Využití kultivovaného masa vedlo k diskusím o etických, zdravotních, environmentálních, kulturních a ekonomických otázkách. Pokud jde o sílu trhu, data zveřejněná nevládní organizací Good Food Institute zjistila, že v roce 2021 společnosti zabývající se kultivovaným masem získaly jen v Evropě 140 milionů dolarů. K roku 2025 se kultivované maso podává na speciálních akcích a v několika málo luxusních restauracích, masová výroba kultivovaného masa dosud nezačala.
V roce 2020 udělila singapurská vláda první regulační schválení na světě pro produkt z kultivovaného masa. Kuřecí maso bylo pěstováno v bioreaktoru v tekutině aminokyselin, cukru a soli. Potravinářské výrobky ve formě kuřecích nugetek jsou z přibližně 70 % z laboratorně pěstovaného masa, zatímco zbytek je vyroben z proteinů z mungo fazolí a dalších ingrediencí.

### Mléčné výrobky
Mezi společnosti zabývajícími se výrobou kultivovaných mléčných výrobků patří Perfect Day, New Culture, Real Vegan Cheese, Formo, Imagindairy, Remilk, Wilk, NewMoo, Real Deal Milk, Opalia, De Novo Foodlabs, Cultivated Biosciences či Naturopy.
Perfect Day je startup se sídlem v San Franciscu, který začínal jako New Harvest Diary Project. Společnost vyrábí mléčné výrobky z kvasnic místo z kravského mléka. New Culture je také startup ze San Francisca, který vyrábí mozzarellu s použitím kaseinu (mléčného proteinu) produkovaného mikroby namísto krav. Podobně i Real Vegan Cheese, nezisková organizace otevřené vědy skládající se ze dvou komunitních laboratoří, vyrábí sýr s použitím kaseinu produkovaného mikroby namísto krav.
Formo se sídlem v Německu je startup vyrábějící mléčné výrobky pomocí mikrobiální precizní fermentace. Imagindairy se sídlem v Izraeli je startup, který se pokouší vytvářet mléčné bílkoviny z bioinženýrských kvasnic. V roce 2024 získala společnost pro své výrobky povolení od FDA a izraelského ministerstva zdravotnictví. Dalším startupem se sídlem v Izraeli je Remilk, který se pokouší vytvářet mléčné bílkoviny z bioinženýrských kvasnic. V roce 2022 získal schválení FDA pro své produkty. I startup Wilk má sídlo v Izraeli. Tato společnost se pokouší vyrábět ingredience do lidského mateřského mléka s využitím buněk z operací zmenšení prsou jako doplněk kojenecké výživy. Dalším startupem z Izraele je NewMoo, který se pokouší vytvořit kasein ze semen geneticky modifikovaných rostlin.
Real Deal Milk se sídlem ve Španělsku je startup, který se pokouší vytvářet mléčné bílkoviny z bioinženýrských mikrobů. Opalia se sídlem v Kanadě je startup, který se pokouší vyrábět mléko z buněk kravské mléčné žlázy. De Novo Doodlabs se sídlem v Raleigh v Severní Karolíně a Kapském Městě v Jihoafrické republice je startup, který vyrábí mléčné ingredience identické s přírodou, jako je laktoferin, pomocí precizní fermentace.
Cultivated Biosciences se sídlem ve Švýcarsku je startup, který se pokouší vyrábět tuky z kvasnic bez GMO, aby rostlinné mléko bylo krémovější. Naturopy se sídlem ve Francii je startup, který se pokouší vytvářet mléčné bílkoviny z bioinženýrských kvasnic.

### Vejce a želatina
Společnost EVERY Company ze San Francisca je startup, který začínal jako New Harvest Egg Project. Tato společnost vyrábí vaječné bílky z kvasnic namísto vajec.
Geltor ze San Francisca je startup, který vyvíjí vlastní platformu pro produkci želatiny pomocí bakterií a kvasinek.

## Problémy buněčného zemědělství

### Nerůst, zelený růst a cirkulární ekonomika
Bioekonomika je do značné míry spojována s vizemi "zeleného růstu". Studie zjistila, že "cirkulární bioekonomika" může být "nezbytná pro vybudování uhlíkově neutrální budoucnosti v souladu s klimatickými cíli Pařížské dohody." Někteří vědci se však obávají, že by se zaměřením nebo spoléháním se na technologický pokrok mohl zachovat zásadně neudržitelný socioekonomický model, nikoli že by se změnil. Také to nemusí vést k ekologizaci ekonomiky, ale k ekonomizaci biologického "živého", a upozorňují, že je třeba zvážit potenciál technik, které nejsou založeny na biotechnologiích, k dosažení větší udržitelnosti. Studie z roku 2019 zjistila, že interpretace bioekonomiky v Evropské unii je "diametrálně odlišná od původního narativu Baranoffa a Georgescu-Roegena, kteří tvrdili, že rozšíření podílu aktivit založených na obnovitelných zdrojích v ekonomice by zpomalilo hospodářský růst a stanovilo přísné limity pro celkovou expanzi ekonomiky". Navíc někteří varují, že "Silicon Valley a potravinářské korporace" by mohly využívat technologie biohospodářství ke greenwashingu a vytváření monopolů. Biohospodářství, jeho potenciál, disruptivní nové způsoby výroby a inovace mohou odvádět pozornost od potřeby systémových strukturálních socioekonomických změn a poskytovat falešnou iluzi technokapitalistického utopismu/optimismu, která naznačuje, že technologická řešení mohou umožnit udržení současných vzorců a struktur a předcházet strukturálním změnám.

### Nezaměstnanost a realokace práce
Mnoho zemědělců je závislých na konvenčních metodách pěstování plodin a mnoho z nich žije v rozvojových ekonomikách. Buněčné zemědělství pro produkty, jako je syntetická káva, by mohlo při zachování existujícího socioekonomického kontextu (mechanismy socioekonomického systému, jako jsou pobídky a mechanismy distribuce zdrojů, jako jsou trhy) co se týče povahy, účelů, rozsahu či limitů, ohrozit jejich zaměstnanost a živobytí, stejně jako ekonomiku a sociální stabilitu daného národa. Studie dospěla k závěru, že "vzhledem k požadovaným odborným znalostem a vysokým investičním nákladům na inovaci se zdá nepravděpodobné, že by kultivované maso okamžitě prospělo chudým v rozvojových zemích", a zdůraznila, že živočišná výroba je často nezbytná pro obživu zemědělců v chudých zemích. Dotčeny by však mohly být nejen rozvojové země.

### Patenty, duševní vlastnictví a monopoly
Pozorovatelé se obávají, že bioekonomika se stane stejně neprůhlednou a bezodpovědnou jako průmysl, který se snaží nahradit, tedy existující potravinový systém. Obava spočívá v tom, že jejím hlavní produktem bude masově vyráběné, nutričně pochybné maso prodávané v homogenních fastfoodových podnicích budoucnosti.
Lékařská komunita varovala, že genové patenty mohou brzdit lékařskou praxi a pokrok vědy. To se může vztahovat i na jiné oblasti, kde se používají patenty a soukromé licence duševního vlastnictví, což často zcela brání využívání a dalšímu rozvoji znalostí a technik po mnoho let nebo desetiletí. Na druhou stranu se někteří obávají, že bez ochrany duševního vlastnictví jakožto typu pobídky pro výzkum a vývoj, zejména v současné míře a rozsahu, by společnosti již neměly zdroje ani motivaci k provádění konkurenceschopného a životaschopného biotechnologického výzkumu, jinak by nemusely být schopny generovat dostatečné výnosy z počátečních investic do výzkumu a vývoje nebo menší výnosy než z jiných možných výdajů. "Biopirátství" označuje "využívání systémů duševního vlastnictví k legitimizaci výhradního vlastnictví a kontroly nad biologickými zdroji a biologickými produkty, které byly po staletí používány v neindustralizovaných kulturách".

### Řízení inovací, veřejné výdaje a správa věcí veřejných
Je také možné, že by se veřejné investice staly nástrojem, který by vlády měly používat k regulaci a licencování buněčného zemědělství. Soukromé firmy a rizikový kapitál by se pravděpodobně snažily maximalizovat hodnotu pro investory spíše než by jim šlo o sociální blahobyt. Radikální inovace je navíc považována za rizikovější "a pravděpodobně zahrnuje větší informační asymetrii, takže soukromé finanční trhy mohou tyto tření nedokonale zvládat". Vlády mohou také pomoci s koordinací, "protože k posunutí hranic znalostí a dosažení ziskovosti trhu může být zapotřebí několik inovátorů, ale žádná jednotlivá společnost nechce provést včasné nezbytné investice". A investice do příslušných odvětví se zdají být překážkou bránící přechodu k bioekonomice. Vlády by také mohly pomoci inovátorům, kteří postrádají síť kontaktů "přirozeně získat viditelnost a politický vliv nezbytný k získání veřejných prostředků" a mohly by pomoci stanovit příslušné zákony. Vytvoření podpůrné infrastruktury pro podnikatelské ekosystémy může pomoci vytvořit příznivé prostředí pro inovativní startupy v oblasti biohospodářství. Umožnění takovým startupům v oblasti bioekonomiky využít příležitostí, které nabízí transformace bioekonomiky, dále přispívá k jejich úspěchu.